# Gastrodia vescula
Gastrodia vescula är en orkidéart som beskrevs av David Lloyd Jones. Gastrodia vescula ingår i släktet Gastrodia och familjen orkidéer.
Artens utbredningsområde är Sydaustralien. Inga underarter finns listade i Catalogue of Life.